# 12. april
12. april er dag 102 i året i den gregorianske kalender (dag 103 i skudår). Der er 263 dage tilbage af året.
Julius dag. Julius den 1. var pave fra 336 til 352. Han fastslog, at "Sønnen var af samme væsen som Faderen", og altså var født, ikke skabt.

### Begivenheder
Født - Dødsfald
- 1204 - Korsfarerne under det fjerde korstog bryder gennem Konstantinopels mure og trænger ind i byen, som de endeligt indtager dagen efter.
- 1606 - Union Jack bliver Storbritanniens officielle flag.
- 1861 - Den amerikanske borgerkrig starter, da sydstatstropper bombarderer og indtager Fort Sumter.
- 1877 - Storbritannien annekterer Transvaal.[1]
- 1903 - Verdens første kommunale busrute bliver åbnet mellem Eastbourne Station og Meads i East Sussex i England.
- 1911 - Ved lov vedtages det, at Lurmærket skal bruges som nationalitets-kvalitetsmærke for enkelte danske landbrugsprodukter. Lurmærket er tegnet af Harald Faber, der kæmper for at få dansk smørkvalitet anerkendt i udlandet - især i England.
- 1928 - Den første flyvning over Nordatlanten i øst-vestlig retning foretages.
- 1937 - Sir Frank Whittle foretager i den engelske by Rugby den førte test af en jetmotor bygget for at kunne drive en flyvemaskine.
- 1940 - Under 2. verdenskrig besætter britiske styrker Færøerne og Island for at undgå tysk herredømme i Nordatlanten.
- 1945 - Allierede styrker befrier KZ-lejren Bergen-Belsen.
- 1945 - Ved præsident Franklin D. Roosevelts død, overtager vicepræsident Harry S. Truman posten som USA's præsident.
- 1954 - Bill Haley & His Comets indspiller "Rock Around the Clock" i New York City. Pladen bliver ikke umiddelbart en succes, men året efter er den med til at igangsætte rock and roll-revolutionen.
- 1955 - Den af Dr. Jonas Salk udviklede poliovaccine erklæres sikker og effektiv.
- 1961 - Den sovjetiske kosmonaut Jurij Gagarin bliver det første menneske i rummet i Vostok 1.
- 1963 - En sovjetisk atomdrevet K-33 ubåd kolliderer i Kattegat med det finske handelsskib M/S Finnclipper.
- 1967 - Den senere præsident i USA, Ronald Reagan, genindfører som guvernør dødsstraffen i staten Californien.
- 1981 - USA's første rumfærge, Columbia, sendes op fra Cape Canaveral i Florida på mission STS-1.
- 1983 - Richard Attenboroughs film Gandhi vinder otte Oscars ved den 55. prisuddeling i Hollywood i USA.
- 1988 - For første gang nogensinde får en dansk spillefilm en Oscar. Det er Gabriel Axels film Babettes gæstebud, der får Oscar for bedste fremmedsprogede film ved prisuddelingen i Hollywood.
- 1990 - En Bugatti 41 Royale Sportscoupe sælges på en auktion for 15 millioner $ til det japanske firma Meitec. Det er den højeste brugtvognspris i historien.
- 1991 - Et ultra-light fly styrter ned på en mark ved Tureby syd for Køge, og de to ombord omkommer.
- 1992 - Euro Disney åbnes 30 km øst for Paris.
- 1994 - Seks vandboringer i Sønderjylland lukkes omgående, da der findes store mængder af sprøjtegiften atrazin i vandet.
- 1996 - Yahoo! foretager sin børsintroduktion og sælger 2,6 millioner aktier à 13 dollars.

### Født
- 1577 - Christian 4., dansk-norsk konge (død 1648).
- 1742 - Søren Gyldendal, dansk bogforlægger (død 1802).
- 1903 - Jan Tinbergen, hollandsk økonom (død 1994).
- 1916 - Finn Lied, norsk politiker og forsker (død 2014).
- 1916 - Movita Castaneda, amerikansk skuespillerinde (død 2015).
- 1922 - Erik Ninn-Hansen, dansk jurist, politiker og tidligere justitsminister (død 2014).
- 1924 - Raymond Barre, fransk økonom og politiker (død 2007).
- 1926 - Knud Jespersen, dansk politiker (død 1977).
- 1930 - Niels-Jørgen Kaiser, dansk Tivoli-direktør (død 2001).
- 1939 - Birthe Skaarup, dansk folketingsmedlem.
- 1939 - Alan Ayckbourn, engelsk forfatter.
- 1940 - Herbie Hancock, amerikansk pianist og komponist.
- 1941 - Bobby Moore, engelsk fodboldspiller (død 1993).
- 1942 - Jacob Zuma, sydafrikansk præsident.
- 1944 - Lisbeth Schlüter, dansk jurist og statsministerfrue (død 1988).
- 1944 - John Kay, canadisk sanger, sangskriver og guitarist (Steppenwolf).
- 1947 - David Letterman, amerikansk tv-vært.
- 1947 - Tom Clancy, amerikansk forfatter.
- 1948 - Joschka Fischer, tysk politiker og udenrigsminister.
- 1949 - Mehmet Ozan, dansk jazzmusiker.
- 1950 - David Cassidy, amerikansk sanger.
- 1950 - Steffen Gram, dansk journalist.
- 1951 - Lise-Lotte Norup, dansk skuespillerinde.
- 1952 - Niels Jørgen Langkilde, dansk informationschef.
- 1952 - Rebecca Brüel, dansk sangerinde.
- 1952 - Sanne Brüel, dansk musiker.
- 1956 - Mogens Hansen, dansk fodboldspiller.
- 1959 - Poul Halberg, dansk guitarist.
- 1965 - Kim Bodnia, dansk skuespiller.
- 1967 - Jakob Axel Nielsen, sundhedsminister.
- 1971 - Shannen Doherty, amerikansk skuespillerinde (død 2024).
- 1971 - Tomas Villum Jensen, dansk filminstruktør og skuespiller.
- 1978 - Guy Berryman, skotsk sanger og musiker.
- 1979 - Claire Danes, amerikansk skuespillerinde.
- 1979 - Mateja Kezman, serbisk fodboldspiller
- 1980 - Brian McFadden, irsk sanger.
- 1980 - Peter Plaugborg, dansk skuespiller.
- 1994 - Saoirse Ronan, irks skuespillerinde.

### Dødsfald
- 238 - Gordian I, romersk kejser (født ca. 159) - selvmord.
- 238 - Gordian II, romersk kejser (født ca. 192) - dræbt i kamp.
- 1817 - Charles Messier, fransk astronom (født 1730).
- 1860 - Gerhard Christoph von Krogh, dansk officer (født 1785).
- 1866 - Carl Moltke, dansk greve, embedsmand og minister (født 1798).
- 1945 - Franklin Delano Roosevelt, amerikansk præsident (født 1882) .
- 1975 - Josephine Baker, amerikansk-fransk varietékunstner (født 1906).
- 1979 - Christiane Reimann, dansk sygeplejerske (født 1888).
- 1981 - Joe Louis, amerikansk bokser (født 1914).
- 1998 - Jørgen Hæstrup, dansk historiker (født 1909).
- 2008 - Patrick Hillery, irsk politiker (født 1923).
- 2009 - Marilyn Chambers, amerikansk pornoskuespiller (født 1952).